# Ла-Монкада
Ла-Монка́да (исп. La Moncada) — посёлок в Мексике, штат Гуанахуато, входит в состав муниципалитета Тариморо. Численность населения, по данным переписи 2010 года, составила 4377 человек.